# أماندا أوليري
أماندا أوليري (بالإنجليزية: Amanda O'Leary)‏ هي لاعبة اللاكروس ومدربة رياضية أمريكية، ولدت في 1967.